# Nicolas Prou des Carneaux
Pour les articles homonymes, voir Prou et Carneaux.
Nicolas Prou des Carneaux (? - 1640) était le gouverneur des pages de la Petite Écurie et historiographe du roi.

## Publications
- De gestis rerum Galliae, compendiosa descriptio. Per Nicolaum P. des Carneaux, historiographum regium, Paris, excudebat Remigius Dallin, 1617. Histoire des rois des deux premières dynasties.